# Badia delle Sante Flora e Lucilla

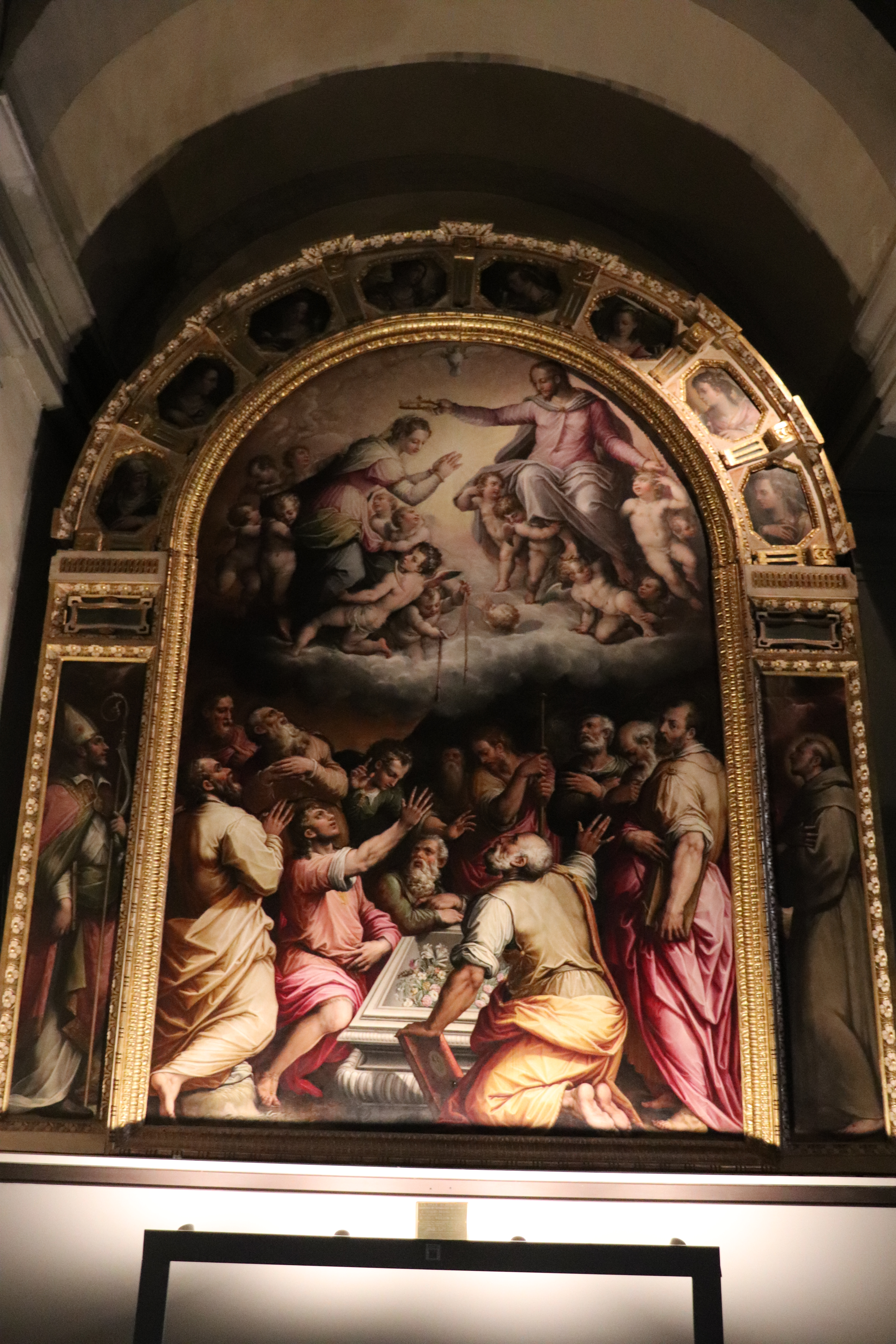
Incoronazione della Vergine di Giorgio vasari

La badia delle Sante Flora e Lucilla è un luogo di culto cattolico del centro storico di Arezzo, situato in piazza della Badia, che ospita le reliquie delle sante martiri Flora e Lucilla, che sarebbero state portate ad Arezzo dal vescovo Giovanni nel IX secolo.

## Storia e descrizione
Nel 1196 il Comune di Arezzo distrusse un precedente monastero intitolato alle due sante che si trovava nei dintorni della città presso Olmo ed ingiunse ai monaci di trasferirsi entro le mura, mettendo loro a disposizione un'area a ridosso di quelle duecentesche. Già nel 1209 una prima chiesa ed un primo monastero, seppur modesti, erano già edificati.
Intorno al 1278 si intraprese la costruzione di una nuova chiesa in stile gotico e nel 1315 fu rifatto anche il monastero. Nel Quattrocento, a partire dal 1440 circa si avviarono lavori di ammodernamento culminati nel 1489 quando fu realizzato il chiostro progettato da Giuliano da Maiano già nel 1470.

La chiesa è stata completamente trasformata su progetto di Giorgio Vasari a partire dal 1565. I lavori si protrassero fino al Seicento e nel 1650 fu costruito il campanile.

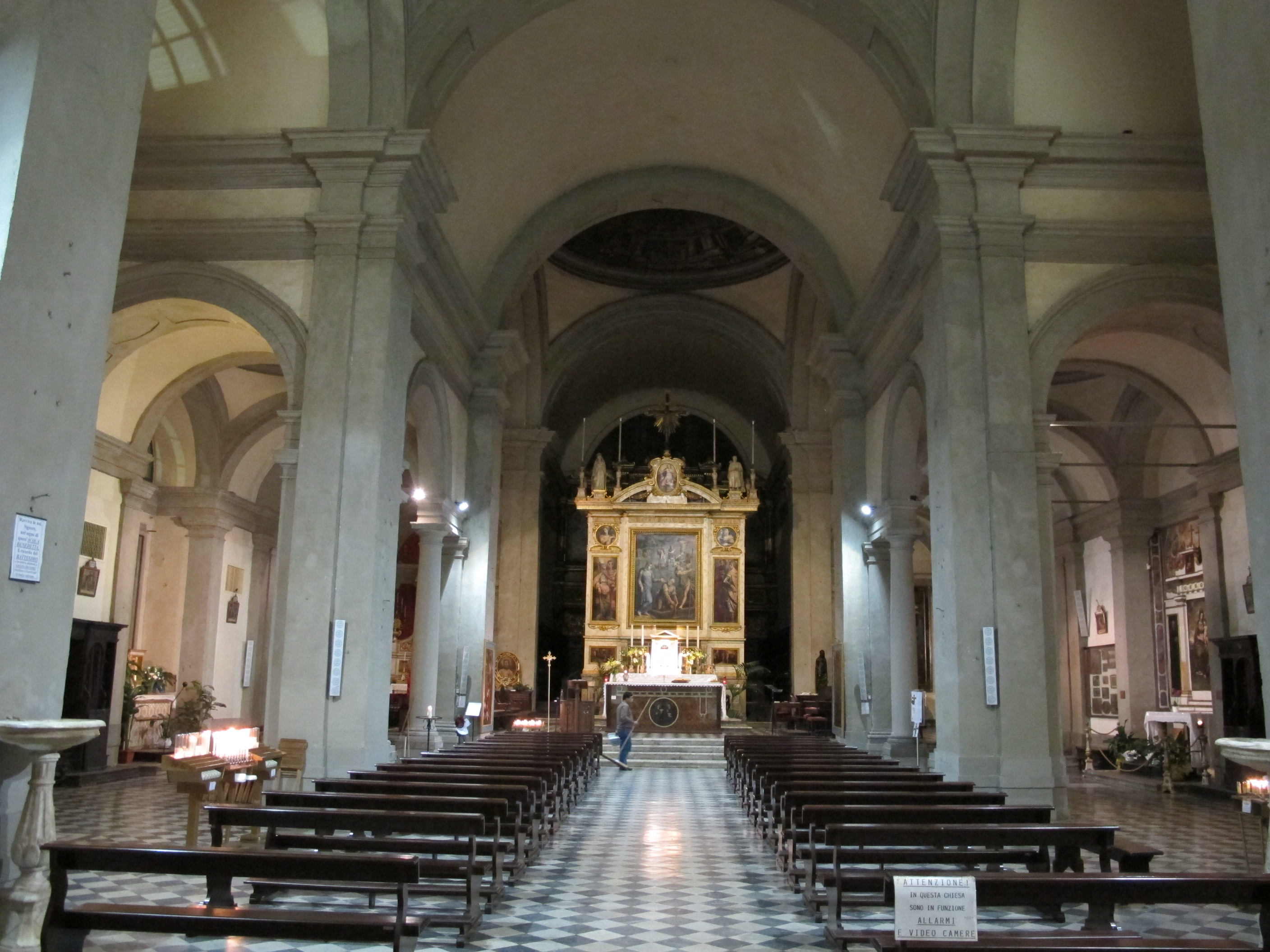
L'interno

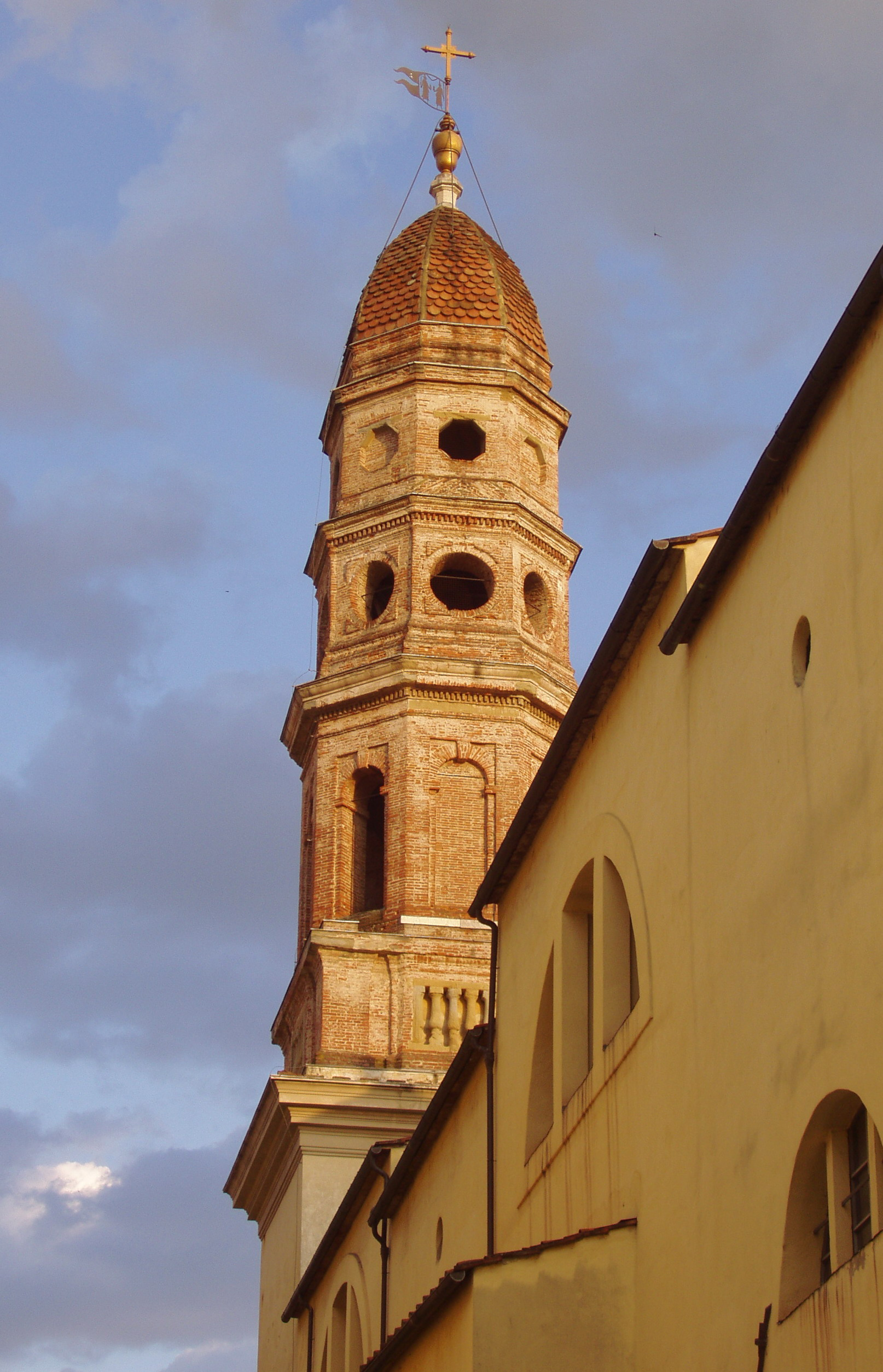
Campanile della Badia delle Sante Flora e Lucilla

La facciata mostra le due principali fasi di costruzione dell'edificio: a destra la parte gotica, in arenaria, di cui si riconosce la traccia del portale medievale e al di sopra, della bifora. Al centro è il portale tardo cinquecentesco, occultante parte di quello precedente, mentre a sinistra si nota l'ampliamento dello stesso periodo.
L'interno evidenzia l'originalità e l'impegno progettuale che lo pone tra le più importanti realizzazioni dell'epoca di Cosimo I. Apparentemente a tre navate, lo spazio è in realtà formato da un'aula unica terminante in una crociera cupolata e con profondo presbiterio, affiancata da cappelle comunicanti tra esse e con l'aula stessa. La navata si compone di campate quadrate d'identica grandezza ma coperte alternativamente da cupole e da volte a botte trasversali. Le cappelle laterali sono rettangolari, con la stessa alternanza cupola-botte nella copertura, e sono divise dall'aula centrale da una serliana su colonne.
Sulla controfacciata, a sinistra del portale, è l'importante affresco con San Lorenzo di Bartolomeo della Gatta, opera del 1476, secondo il Vasari l'unico rimasto di una serie di santi affrescati in una cappella scomparsa. Restaurato nel 2023, l'affresco è però risultato isolato, senza tracce di altri affreschi intorno, e quindi la cappella menzionata dal Vasari doveva trovarsi in un'altra posizione. A destra dell'ingresso è stata collocata nel 2009 una delle due opere di Giorgio Vasari spostate dalla Pieve di Santa Maria nel 1865: l'Assunzione e Incoronazione della Vergine realizzata nel 1567 per Filippo Salviati ma poi venduta a Nerozzo Albergotti e collocata nella sua cappella nella Pieve. La pala è costituita da una tavola centrale ad arco inserita in una cornice lignea intagliata e dorata, e la scena è suddivisa in due registri ed è connessa attraverso la nuvola che arriva fino a metà altezza del quadro. Nella parte inferiore è il sarcofago aperto con intorno gli apostoli, mentre nel registro superiore è raffigurato Gesù che incorona Maria inginocchiata, circondati da angioletti. Negli scomparti laterali due tavole rettangolari dove sono raffigurati Sant'Agostino (o S. Donato) e San Francesco, e otto tavole poligonali, sull’arco che raffigurano delle Sante martiri (da sinistra con i loro attributi iconologici: Caterina da Siena, Apollonia, Agata, Orsola, Caterina d'Alessandria, Lucia, Margherita, e Maddalena).
Al primo altare destro si trova un dipinto, raffigurante la Visitazione, realizzato sulla base di un disegno di Rosso Fiorentino da Giovanni Antonio Lappoli. Commissionata da Cipriano Baldassarre d'Anghiari nel 1524, l'opera fu stimata, in quanto ultimata, da Guillaume di Marcillat e Domenico Pecori nel 1526. Il secondo altare è ornato da un Crocifisso ligneo attribuito a Baccio da Montelupo, posto entro un "cassone", una sorta di edicola lignea, sormontata da un timpano spezzato, che reca la data 1639, restaurata tra 2010 e 2011. In questo anno la 'cornice' fu riportata a incorniciare il crocifisso dopo che per lungo tempo, dal 1743 era stata utilizzata come parte di un armadio per contenere reliquie.
Dopo il terzo altare, ornato da una tela con una Madonna col Bambino di Bernardino Santini, è appesa la "Croce" dipinta del senese Segna di Bonaventura, uno dei più importanti allievi di Duccio. L'opera, una delle più grandi croci dipinte esistenti, è databile al 1319, quando il pittore è documentato in città, ed è stata restaurata nel 2006.

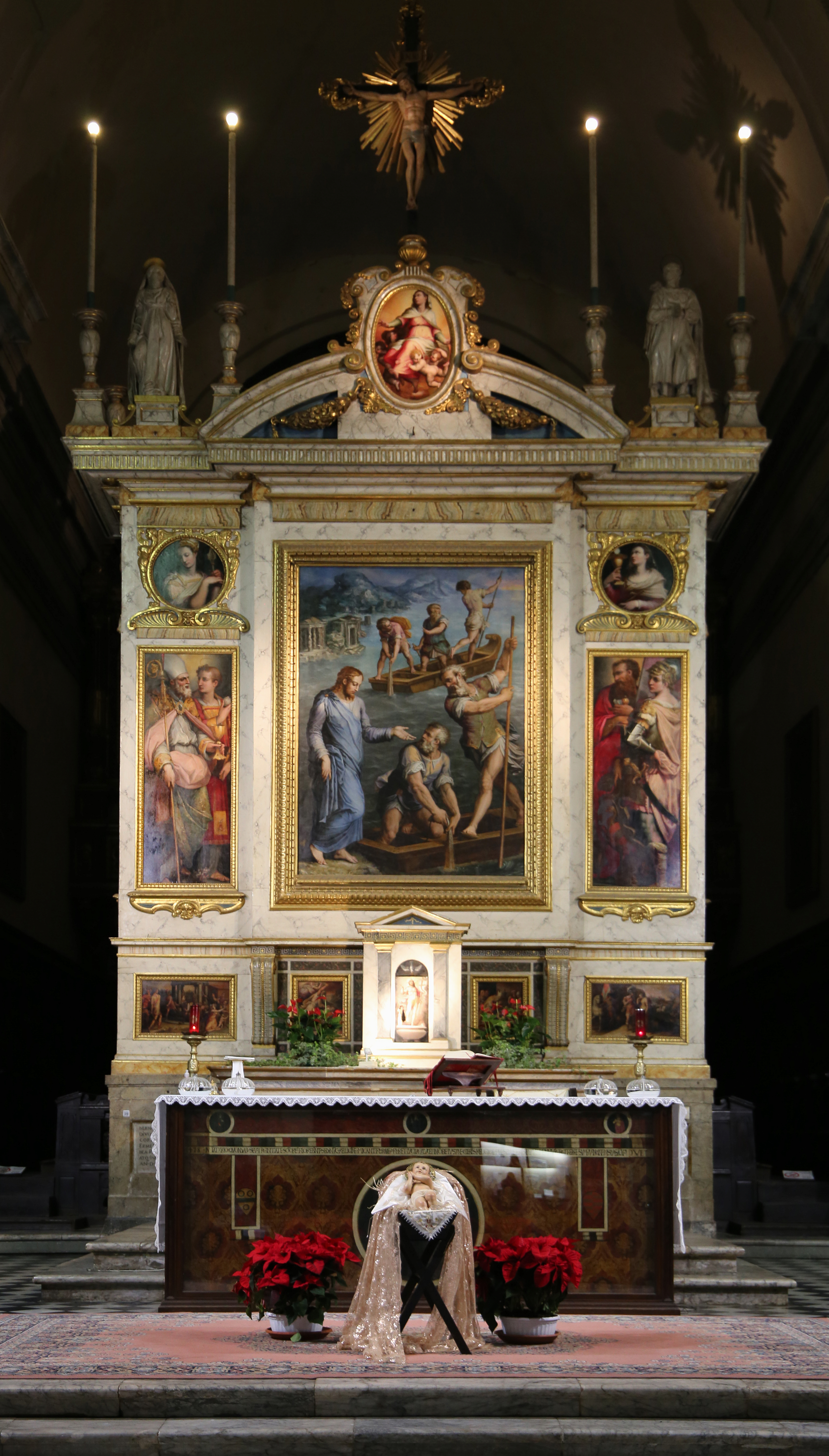
Giorgio vasari, altare-monumento funebre per sè e i suoi familiari, 1563-64.

Il presbiterio è dominato dal complesso monumentale dell'altare realizzato da Giorgio Vasari per la cappella della sua famiglia nella pieve di Santa Maria, completato nel 1563 e qui trasportato nel 1865. Il complesso composto di diverse tavole racchiuse in una ricca incorniciatura, al quale ha collaborato anche Giovanni Stradano, è concepito per essere visibile da tutti i lati e quindi corredato di dipinti anche sul retro. Sul fronte la tavola centrale raffigurante la Vocazione degli Apostoli Pietro ed Andrea fu eseguita per Giulio III nel 1551 e restituita al pittore da Pio IV. Essa è affiancata da San Giorgio e San Paolo a destra (sopra la Fede e nella predella San Giorgio e la principessa) e da San Donato e Stefano a sinistra (in alto la Fortezza e nella predella il Miracolo del calice). Al centro il ciborio reca un Cristo risorto, attribuibile allo Stradano. Sul retro si trova una tavola con San Giorgio e il drago, dipinta in collaborazione col fiammingo ed un'altra predella con Storie di San Giorgio, Storie di San Donato, il Miracolo delle Stimmate, la Resurrezione di Lazzaro ed i ritratti dei familiari del Vasari.
Al di sopra dell’altare maggiore è collocata la tela della Finta cupola, dipinta a Roma fra il 1701 e 1702 dal gesuita Andrea Pozzo, pittore, architetto e autore del trattato Prespectiva pictorum et architectorum, scritto fra il 1693 e il 1698. Il Pozzo acquistò notorietà nel tardo barocco, non solo in Italia, per i dipinti realizzati sui soffitti della chiesa di Sant’Ignazio di Loyola a Campo Marzio a Roma, fra i quali una tela dove l’artista utilizzò le sue conoscenze sulla prospettiva per imitare i piani e gli elementi architettonici di una cupola. Il dipinto ne ispirò sette similari, incluso quello preparato per la Badia di Arezzo, che misura 8,20 m di diametro e ha una circonferenza di circa 25 m. Per rafforzare la finzione in questo caso, l’artista dipinse anche la luce che sembra colpire l'interno della cupola da sinistra. Attraverso documenti rinvenuti presso l’Archivio della Curia Vescovile di Arezzo è stato possibile risalire al committente del dipinto, Vincenzo de’ Chiasserini priore di Monterchi ed è stato possibile scoprire che la tela risultò corta e fu necessario dipingere un’aggiunta. La tela venne spedita arrotolata da Roma e durante il suo ultimo restauro, avvenuto fra il 1988 e il 1992, vennero scoperte sul retro delle iscrizioni, che si riferiscono all’orientamento spaziale da seguire per il suo montaggio, avvenuto nel 1702.
A sinistra dell'altare maggiore si trova il Tabernacolo del Sacramento, probabilmente di Benedetto da Maiano databile al 1478 e probabilmente commissionato da Pietro Mellini, il finanziatore del rinnovamento quattrocentesco della chiesa, di cui reca lo stemma.
Nella cappella del transetto sinistro si trova una tela inconsueta per il contesto toscano, opera del napoletano Paolo de Matteis, che raffigura San Mauro che cura gli infermi, firmata e datata 1690. L'opera, di cultura giordanesca, arrivò ad Arezzo tramite l'interessamento di un monaco dell'Abbazia di Cava de' Tirreni.